# 秋川牧園
株式会社秋川牧園（あきかわぼくえん）は、山口県山口市仁保下郷にある農業生産を主とした企業。

## 沿革
- 1932年（昭和7年） - 中国大連郊外に秋川農園を創設。
- 1972年（昭和47年） - 山口県山口市で健康な食べ物づくりを目指し個人創業。
- 1979年（昭和54年）5月 - 秋川食品株式会社として山口県山口市に設立。健康鶏卵の製造販売を開始。
- 1993年（平成5年）11月 - 株式会社秋川牧園に商号変更。
- 1997年（平成9年）11月 - 日本証券業協会に店頭登録（現在のJASDAQ市場上場）。
- 2000年（平成12年） - 株式会社スマイル生活を設立
- 2004年（平成16年） - 株式会社スマイル生活を吸収合併、スマイル生活事業部を新設。

## 農業生産法人むつみ牧場
萩市（旧むつみ村）にある。乳牛の飼育を主としているが、観光牧場としての側面も持つ。
なお、かつて宇部市に「むつみ牧場」という焼肉店が存在したが、無関係である。